# Kulturåret 1842

## Händelser
- 28 maj – Carl Adam Wetterberghs pjäs Pröfningen har urpremiär på (Nya) Mindre teatern i Stockholm [1].
- okänt datum – Dramatens teatermonopol i Stockholm avskaffas.
- okänt datum – Sophie Daguin lanserar Max och Emma vid Kungliga Baletten.

## Nya verk
- Casper Natt av Aloysius Bertrand
- Döda själar (första delen) av Nikolaj Gogol
- Le Rhin av Victor Hugo
- Kappan av Nikolaj Gogol
- Rosen på Tistelön av Emilie Flygare-Carlén

## Födda
- 7 januari – Johan Lindegren (död 1908), svensk tonsättare och musikteoretiker.
- 8 januari – Carl Reinhold Littmarck (död 1899), svensk dirigent och tonsättare.
- 15 januari – Paul Lafargue (död 1911), fransk socialistisk författare och politisk aktivist.
- 4 februari – Georg Brandes (död 1927), dansk litteraturkritiker och litteraturforskare.
- 24 februari – Arrigo Boito (död 1918), italiensk librettist och tonsättare.
- 25 februari – Karl May (död 1912), tysk författare och kompositör.
- 2 mars – Enrique Gaspar y Rimbau (död 1902), spansk diplomat och författare.
- 10 mars – Mykola Lysenko (död 1912), ukrainsk tonsättare.
- 18 mars – Stéphane Mallarmé (död 1898), fransk författare.
- 22 mars – Carl Rosa (död 1889), tysk-engelsk operaledare.
- 25 mars – Antonio Fogazzaro (död 1911), italiensk författare, poet, politiker och jurist.
- 14 april – August Körling (död 1919), svensk organist och tonsättare.
- 3 maj – Sophus Hagen (död 1929), dansk musiker och kompositör.
- 6 maj – Carl Ludvig Östergren (död 1881), svensk skald och lärare.
- 12 maj – Jules Massenet (död 1912), fransk kompositör.
- 13 maj – Arthur Sullivan (död 1900), brittisk kompositör.
- 14 maj – Alphons Czibulka (död 1894), ungersk pianist, dirigent och tonsättare.
- 3 juni – Eugen Bracht (död 1921), tysk målare.
- 4 juni – Ferdinand Luthmer (död 1921), tysk arkitekt och konsthistoriker.
- 8 juni – John Gerrard Keulemans (död 1912), nederländsk målare och illustratör.
- 12 juni – Rikard Nordraak (död 1866), norsk kompositör.
- 19 juni – Carl Zeller (död 1898), österrikisk kompositör.
- 24 juni – Ambrose Bierce (död 1914), amerikansk författare.
- 5 september – Erik Nyström (död 1907), svensk missionär, författare, översättare, politiker och lexikograf.
- 12 september – Marianne Brandt (död 1921), österrikisk operasångare (alt).
- 24 september – Emma Livry (död 1863), fransk ballerina.
- 18 oktober – Oscar Törnå (död 1894), svensk konstnär.
- 4 november – Olof Arborelius (död 1915), svensk konstnär och professor vid Konstakademien.
- 22 november – José-María de Heredia (död 1905), fransk författare.
- 24 november – Peter Jerndorff (död 1926), dansk operasångare och skådespelare.
- 9 december – Carl David af Wirsén (död 1912), svensk poet, litteraturkritiker och Svenska Akademiens ständige sekreterare.
- 16 december
  - Amanda Sandborg Waesterberg (död 1918), svensk tonsättare.
  - Otto Sinding (död 1909), norsk målare.
- 17 december – Nils Forsberg (död 1934), svensk konstnär.
- 31 december – Giovanni Boldini (död 1931), italiensk konstnär.

## Avlidna
- 7 mars – Christian Theodor Weinlig (född 1780), tysk tonsättare.
- 15 mars – Luigi Cherubini (född 1760), italiensk tonsättare.
- 23 mars – Stendhal (född 1783), fransk författare.
- 6 april – Johann Anton André (född 1775), tysk musikförläggare, kompositör och dirigent.
- 23 maj – José de Espronceda (född 1808), spansk författare.
- 17 juni – Magnus Stenman (född 1779), svensk organist.
- 28 juli – Clemens Brentano (född 1778), tysk författare.
- 25 augusti – Jérôme-Joseph de Momigny (född 1762), fransk tonsättare och musikteoretiker.
- 15 september – Pierre Baillot (född 1771), fransk violinist och violinpedagog.
- 8 oktober – Christoph Ernst Friedrich Weyse (född 1774), tysk-dansk tonsättare, pianist och organist.
- 23 oktober – Wilhelm Gesenius (född 1786), tysk semitist och teolog.
- 24 november – Pehr Frigel (född 1750), svensk ämbetsman, tonsättare och professor.
- 18 december – Giuseppe Nicolini (född 1762), italiensk tonsättare.
- 25 december – Friedrich Dionys Weber (född 1766), böhmisk tonsättare.
- okänt datum – Johann Heinrich Küster (född 1780), tysk dirigent och kompositör.